# VK Královo Pole Brno
VK Královo Pole Brno – żeński klub piłki siatkowej z Czech. Swoją siedzibę ma w Brnie. Został założony w 1996.

## Sukcesy
Mistrzostwo Czechosłowacji:
- 1990
- 1951, 1977, 1991, 1992
- 1948, 1950, 1960, 1983

Puchar Europy Zdobywczyń Pucharów:
- 1978

Puchar Czech:
- 1993, 2001, 2002, 2003, 2006, 2022[1], 2023[2]

Mistrzostwo Czech:
- 2002, 2003, 2004, 2006, 2007, 2023[3]
- 1994, 2000, 2001, 2009, 2010, 2022[4]
- 1993, 1995, 1996, 1998, 2005, 2008, 2011, 2017